# Садовый (Белоглинский район)
Садо́вый — посёлок в Белоглинском районе Краснодарского края России. Входит в состав Центрального сельского поселения.

## Географическое положение
Посёлок расположен в 4,5 км к востоку от административного центра сельского поселения — посёлка Центрального.

### Улицы
- ул. Мира,
- ул. Молодёжная,
- ул. Садовая.

## Население
| 2002 | 2010 |
| ---- | ---- |
| 204  | ↗211 |